# Charles Sturt
Le Capitaine Charles Napier Sturt (28 avril 1795 – 16 juin 1869) est un explorateur britannique qui participe à la découverte de l'Australie par les Européens. Il mène plusieurs expéditions sur cette île, à partir de Sydney et d'Adélaïde. Ses expéditions suivent plusieurs rivières coulant vers l'ouest et qui se jettent toutes dans le fleuve Murray. Il est à la recherche d'une éventuelle « mer intérieure ».

## Jeunesse
Sturt est né en Inde britannique en 1795. Deuxième fils de Thomas Lenox Napier Sturt, qui devient juge au Bengale sous la domination de la Compagnie anglaise des Indes orientales. Charles Sturt est envoyé en Angleterre à l'âge de cinq ans pour son éducation, puis après être passé par une classe préparatoire, il intègre la prestigieuse école de Harrow en 1810. Deux ans plus tard, il est envoyé comme lecteur avec un certain M. Preston, près de Cambridge. Il est difficile pour son père de trouver l'argent nécessaire pour lui trouver une profession. Une de ses tantes fait alors appel à l'un des princes royaux, probablement le prince régent, et le 9 septembre 1813, Sturt est pris comme soldat du rang dans le 39e régiment d'infanterie de la British Army. Il peut ainsi assister aux actions de Duc de Wellington lors des campagnes d'Espagne, du Canada et de Waterloo et est élevé au grade de capitaine en décembre 1825. En 1827, il escorte des condamnés en Nouvelle-Galles du Sud avec son régiment.

## Exploration de l'Australie
Sturt rencontre beaucoup de difficultés de navigation pendant toute la traversée mais il trouve à l'arrivée des conditions et un climat si agréables, qu'il change complètement d'avis et se prend d'un grand intérêt pour ce pays. Il obtient l'estime du gouverneur, Sir Ralph Darling, qui le désigne major de brigade et secrétaire militaire. Il se lie d'amitié avec John Oxley, Allan Cunningham, Hamilton Hume et d'autres explorateurs. Il aime particulièrement explorer l'intérieur des terres australiennes, et plus spécialement les rivières.

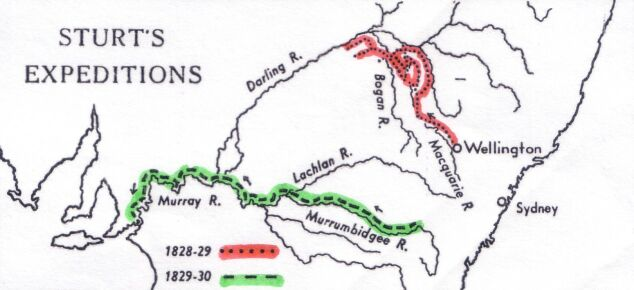
Tracè des expéditions de Charles Sturt sur le Darling et le Murray

En 1828, Ralph Darling envoie Sturt et Hume explorer la zone du fleuve Macquarie, à l'ouest de la Nouvelle-Galles du Sud. Ce n'est cependant pas avant le 10 novembre qu'ils démarrent leur voyage. L'expédition est composée de Sturt, son serviteur, John Harris, deux soldats et huit prisonniers puis est rejoint le 27 novembre par Hamilton Hume en tant qu'assistant. L'expérience et les ressources de Hume s'avèrent très utiles pour lui. Ils passent une semaine dans la vallée de Wellington, le temps de se fournir en chevaux et en bœufs. Ils prennent finalement la route le 7 décembre. C'est une année de grande sécheresse et on éprouve les plus grandes difficultés à s'approvisionner en eau. L'équipe est de retour à la vallée de Wellington le 21 avril 1829. Ils ont suivi les cours du Macquarie, du Bogan et du Castlereagh, et bien que l'importance de cette découverte soit quasiment passée inaperçue, ils découvrent le fleuve Darling. Cette expédition montre que le nord de la Nouvelle-Galles du Sud n'est pas une mer intérieure, mais ne fait qu'épaissir le mystère autour de la destination de toutes ces rivières vers l'ouest.
En 1829, le gouverneur Darling approuve l'envoi d'une expédition pour résoudre ce mystère. Sturt propose de descendre le cours du Murrumbidgee, dont les accès ont été découverts lors de l'expédition de Hume et Hovell. À la place de Hume, qui est dans l'impossibilité de se joindre à lui, George MacLeay y va "plus en tant que compagnon qu'en tant qu'assistant". Ils emportent avec eux un baleinier en morceaux, qu'ils assemblent, et le 7 janvier 1830, la descente du Murrumbidgee peut commencer. En janvier 1830, l'équipée arrive à la confluence du Murrumbidgee avec un fleuve plus large, qu'il appelle le Murray. Il s'agit en fait du même fleuve que Hume et Hovell ont traversé auparavant et nommé le Hume. À plusieurs reprises, l'expédition est mise en danger par les aborigènes, mais Sturt, réussit à les apaiser à chaque fois.
Il continue la descente du Murray jusqu'à sa confluence avec le Darling. Sturt finit par montrer que toutes les rivières coulant vers l'ouest se jettent dans le Murray. En février 1830, ils arrivent à un grand lac que Sturt décide d'appeler lac Alexandrina en l'honneur de la princesse Alexandrina qui devient plus tard la reine Victoria. Quelques jours plus tard, ils atteignent la mer. Ils font là-bas une découverte étonnante: l'embouchure du Murray est un dédale de lagunes et de bancs de sable non navigables.
L'équipe doit faire face par la suite à l'épreuve de la remontée du Murray et du Murrumbidgee, à contre-courant, dans la chaleur de l'été australien. Leurs provisions viennent à s'épuiser et ils décident de rester sur le site de Narrandera en avril. Sturt envoie deux hommes à la recherche de provisions. Ils reviennent juste à temps pour éviter à l'équipée de mourir de faim. Malheureusement, Sturt perd la vue pour quelques mois sans jamais avoir pu en guérir totalement. À leur arrivée à Sydney, ils ont parcouru au total près de 2900 km sur les cours d'eau de la région.

## Interruption dans l'exploration
Sturt sert brièvement en tant que Commandant sur l'île Norfolk où la mutinerie se répand parmi les prisonniers. Mais en 1832, il doit se rendre en Angleterre pour raison de santé et arrive quasiment aveugle. En 1833, il publie Deux Expéditions au cœur de l'Australie-Méridionale pendant les années 1828, 1829, 1830 et 1831, dont il réédite une seconde édition en 1834. Pour la première fois, le public anglais se rend compte de la valeur du travail de Sturt et de la réaction tardive du Gouverneur Darling avec la dépêche du 14 avril 1831. Il y demande notamment la promotion de Sturt mais ne reçoit aucun écho favorable. Il n'obtient pas plus de reconnaissance lorsque Sir Richard Bourke, le successeur de Darling, s'adresse au Vicomte Goderich pour qu'il donne à "cet officier méritant, l'aide et la protection de votre seigneurie". Il semble cependant qu'il fut impossible de convaincre le bureau colonial de la valeur de son œuvre. Son livre joue pourtant un rôle important quand il est lu par Edward Gibbon Wakefield: c'est lui qui décide le parlement britannique d'implanter une colonie en Australie Méridionale. En juillet 1834, Sturt reçoit en récompense de ses services rendus, un terrain de 5000 acres en Australie, près de Mittagong. Il abandonne sa solde et en septembre, il se marie à Charlotte Green avant de partir directement pour l'Australie.

## Retour en Australie
Sturt retourne en Australie en 1835 pour commencer à exploiter le terrain qui lui a été accordé par le gouvernement de Nouvelle-Galles du Sud. En 1838, il conduit un groupe de bestiaux entre Sydney et Adélaïde démontrant ainsi que le Hume et le Murray ne sont qu'un seul et même fleuve. Il s'installe ensuite à Grange en Australie Méridionale et est nommé Surveillant Général jusqu'à l'arrivée impromptue d'Edward Frome nommé par Londres à ce poste. Il est brièvement secrétaire-général chargé de l'état civil, avant de proposer rapidement une expédition de grande envergure vers l'intérieur de l'Australie pour restaurer sa réputation dans la colonie et à Londres.

## Exploration au départ d'Adélaïde

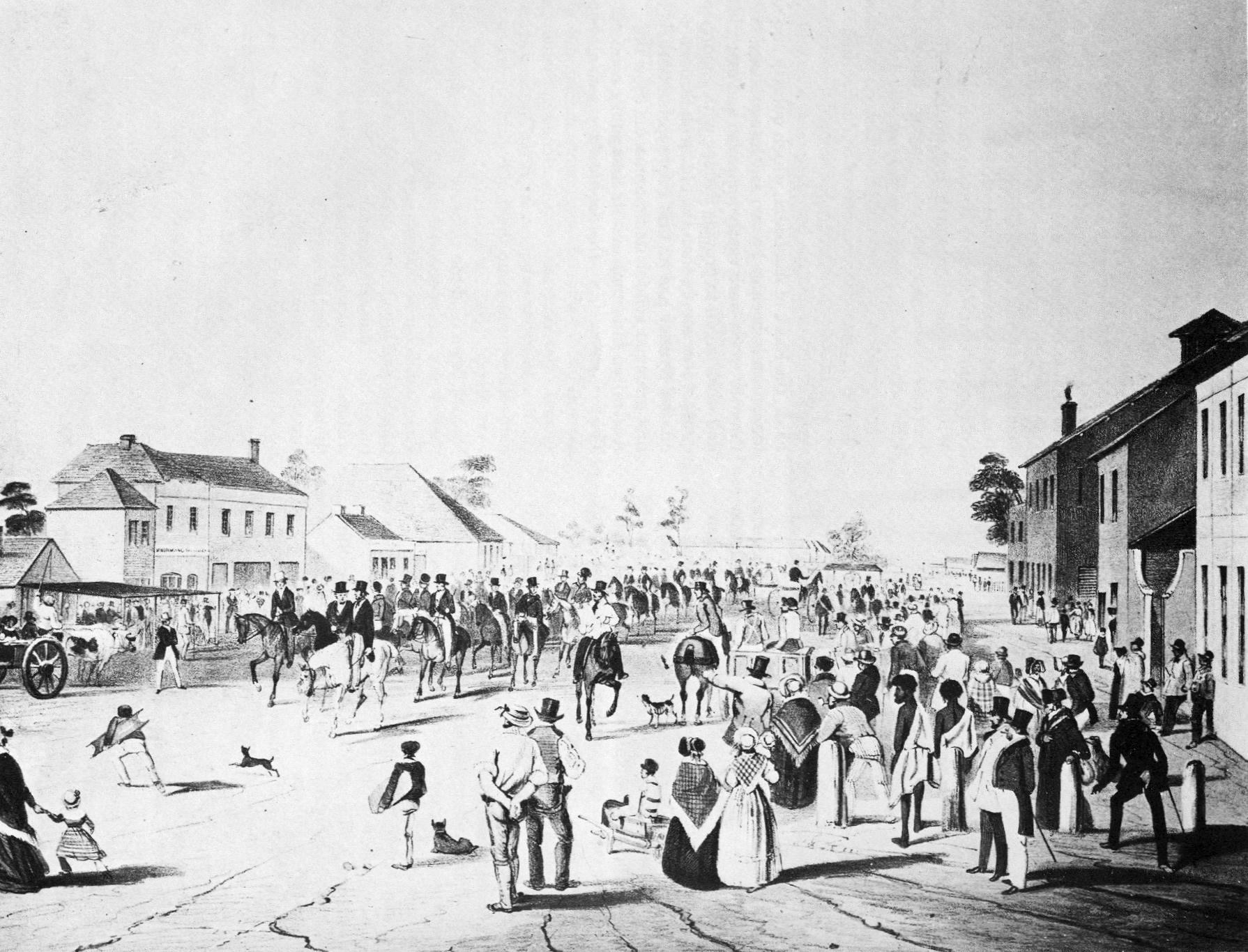
Sturt quittant Adélaïde en 1844

Sturt veut recentrer le débat sur la possible existence d'une mer intérieure. En août 1844, lui et un équipage de 15 hommes, 200 moutons, six fardiers prennent place sur un bateau à destination du nord-ouest de la Nouvelle-Galles du Sud. Voyageant le long du Murray et du Darling avant de s'aventurer dans la Cordillère australienne, ils passent le site de Broken Hill, mais se trouvent isolés pendant plusieurs mois par l'extrême sécheresse estivale près du site de Milparinka. Quand la pluie finit par revenir, Sturt pousse l'expédition en Australie Centrale jusqu'à atteindre le désert de Simpson. Devant l'impossibilité de continuer, il rebroussent chemin et retournent à Adélaïde.
Sturt prend ensuite la tête d'une seconde expédition pour atteindre le centre de l'Australie, mais sa santé se détériore avec les conditions météo extrêmes et il doit abandonner sa tentative. John Harris Browne, chirurgien de l'expédition, assiste Sturt, avant de prendre la tête de l'expédition et de le ramener en sécurité.
En 1851, Sturt s'installe à Cheltenham dans le Gloucestershire en Angleterre où il meurt en 1869. Sa mémoire est perpétuée par la ville Charles Sturt et le faubourg de Sturt à Adélaïde, la circonscription électorale de Sturt à l'est d'Adélaïde, l'université Charles Sturt en Nouvelle-Galles du Sud, l'autoroute Sturt reliant Wagga Wagga à Adélaïde, ainsi que la pêche du désert de Sturt, la rose du désert de Sturt et le désert rocailleux de Sturt.